# Нама (вино)
На́ма (греч. Νάμα) — греческое сладкое красное вино, использующееся в православных храмах для таинства Причастия. В Средние века так называлось сладкое густое кипрское вино, которое крестоносцы предпочитали именовать «коммандария».
Обычно производится из высушенного на солнце чёрного винограда. По вкусовым качествам схоже с вином мавродафни, с той разницей, что нама слаще и содержит меньше алкоголя.
Наиболее известные и часто употребляемые марки:
- Византино́ (греч. Βυζαντινό); алкогольная степень: 10 % об.; сахар: 310 гр/л.; общая кислотность: 3,65 гр/л.; Ph: 3,55.;
- Милопота́мос (греч. Μυλοπόταμος); алкогольная степень: 15 % об.;
- Моноксилитис;
- Ру́ссос (греч. Ρούσσος); алкогольная степень: 10,5 % об. Производится на острове Тира;
- Цантали.

## Другие православные причастные вина
- Мавродафни, коммандария, кагор